# Villeneuve-Saint-Vistre-et-Villevotte
Villeneuve-Saint-Vistre-et-Villevotte – miejscowość i gmina we Francji, w regionie Grand Est, w departamencie Marna. Nazwa miejscowości pochodzi od imienia św. Wiktora.
Według danych na rok 1990 gminę zamieszkiwało 107 osób, a gęstość zaludnienia wynosiła 11 osób/km².